# ピート・ヨーク
ピート・ヨーク（Pete York、1942年8月15日 - ）は、イギリスのドラマー、作曲家、ボーカリスト。1960年に活躍したスペンサー・デイヴィス・グループのメンバーとして著名。確かなテクニックでロックから正統派のジャズまで幅広く演奏するオールラウンド・プレイヤーで、現在に至るまで数多くのセッション活動を行っている。

## 経歴
ヨークシャーのレドカー出身。ノッティンガム高校のスクール・バンドでトランペットとスネアドラムを学ぶ。
1963年、スペンサー・デイヴィス、スティーヴ・ウィンウッド、マフ・ウィンウッドとともにリズム・アンド・ブルース・カルテットを結成。のちにスペンサー・デイヴィス・グループと名を変え、「愛しておくれ」「アイム・ア・マン」などのヒットを放つ。
1966年、エリック・クラプトンをフィーチャーしたスーパー・グループ、エリック・クラプトンズ・パワーハウスにスティーヴ・ウィンウッドとともに参加。パワーハウスのほかアル・クーパー、ポール・バターフィールド・ブルース・バンド、ラヴィン・スプーンフルなどの演奏を集めたコンピレーション・アルバム『ホワッツ・シェイキン』 (What's Shakin')に3曲を収録した。
1969年、エディ・ハーディンとともに共にスペンサー・デイヴィス・グループを脱退し、ハーディン&ヨークを結成。
1980年代には、大物アーティスト（ジョン・ロード、ミラー・アンダーソン、トニー・アシュトン、ブライアン・オーガー、ズート・マネー、コリン・ホッジキンソン、クリス・ファーロウほか）が入れ替わり参加する形式のオールスター・ユニット、オリンピック・ロック&ブルース・サーカスを主宰、ヨーロッパ、特にドイツをツアーした。

## スーパードラミング
1987年からは、毎回豪華なゲスト・ドラマーを迎えてドラム・バトルを繰り広げるTVシリーズ『スーパードラミング』をスタート。番組のホストとして、またプレイヤーとして活躍する。

### 主なゲスト
- 1st シリーズ (1987年)

イアン・ペイス、ルイ・ベルソン、コージー・パウエル、ゲリー・ブラウン、サイモン・フィリップス
- 2nd シリーズ (1988年)

ビリー・コブハム、ビル・ブルーフォード、デイヴ・マタックス、ザック・スターキー、ニコ・マクブレイン
- 3rd シリーズ (1989年)

ジョン・ハイズマン、スティーヴ・フェローン、マーク・ブルゼジキ、トリロク・グルトゥ、イアン・ペイス
- 4th シリーズ (1990年 )

イアン・ペイス、ジョン・ハイズマン、コージー・パウエル

## その他の活動
1989年、オリンピック・ロック&ブルース・サーカスで一緒に仕事をしたブライアン・オーガーが音楽監督を務めるドイツのTV特番『Villa Fantastica』の中で企画されたスーパー・ジャムに参加、オーガー、ディック・モリッシー、ロイ・ウィリアムズ、ハーヴェイ・ウェストン、ズート・マネー、マリア・マルダーらと共演し、その時の演奏はスタジオ・ライブ・アルバムとしてリリースされた。
2004年以降はドイツのマルチ・プレイヤー、ヘルゲ・シュナイダーとチームを組み、シュナイダーのレコーディング、ツアーをサポートしている。また、シュナイダーの制作した映画『ジャズクラブ』 (Jazzclub) にも出演した。
ハーマン・ラレベル、チャーリー・アントリーニらとともに「ドラム・レジェンズ」なるプロジェクトにも参加しており、ライブCD、DVDをリリースしてる。

## ディスコグラフィ

### ソロ・プロジェクト
- 『ピート・ヨーク・パーカッション・バンド』 - The Pete York Percussion Band (1972年) ※ピート・ヨーク・パーカッション・バンド名義
- Into the Furnace (1980年) ※Pete York's New York名義
- What's the Racket (1981年) ※Pete York's New York名義
- Olympic Rock & Blues Circus (1981年) ※Olympic Rock & Blues Circus名義
- Open Road (1981年)
- Pete York's New York (1983年) ※Pete York's New York名義
- Super Drumming Vol. 1 (1987年)
- Super Drumming Vol. 2 (1989年)
- Super Drumming Vol. 3 (1990年)
- String Time in New York (1990年)
- Superblues (1994年)
- Swinging Hollywood (1994年)
- Live – Listen Here! (1996年) ※Pete York's Blue Jive Five名義
- Live – Second Set (1998年) ※Pete York's Blue Jive Five名義
- Live & Swinging (1998年) ※Pete York Jazz Stars名義
- Extension 345 – Live 1974 (2005年) ※The Pete York Percussion Band名義
- Drum Legends – Live 2005 (2007年) ※with ハーマン・ラレベル、チャーリー・アントリーニ
- Basiecally Speaking (2013年) ※Pete York & Young Friends名義

### スペンサー・デイヴィス・グループ
- 『ゼア・ファースト・LP』 - Their First LP (1965年)
- 『セカンド・アルバム』 - The Second Album (1966年)
- 『オータム '66』 - Autumn '66 (1966年)
- Gimme Some Lovin' (1967年)
- I'm A Man (1967年)
- Here We Go 'Round The Mulberry Bush OST (1968年) ※with トラフィック
- 『ウィズ・ゼアー・ニュー・フェイス・オン』 - With Their New Face On (1968年)
- Funky (1969年) ※初出タイトルは『Letters From Edith』
- Heavies (1969年)
- 『グラッゴ』 - Gluggo (1973年)
- 『リヴィング・イン・ア・バック・ストリート』 - Living in a Back Street (1974年)
- Catch You on the Rebop – Live in Europe '73 (1995年)
- Somebody Help Me: The Best of 1964–1968 (2001年)
- Live in Manchester 2002 (2002年)

### ハーディン&ヨーク
- Tomorrow Today (1969年)
- The World's Smallest Big Band (1970年)
- For The World (1971年)
- Hardin & York with Charlie McCracken (1974年)
- Hardin & New York (1979年)
- Live At The Marquee 1971 (1994年)
- Hardin & York Live (1994年) ※1970年録音。元はブートレグ
- Still A Few Pages Left (1995年)

### エリック・クラプトンズ・パワーハウス
- What's Shakin' (1966年)

### その他
- ナザレス : Nazareth (1971年)
- ジョン・ロード : Windows (1974年)
- エディ・プレイボーイ・テイラー & ザ・ブルースハウンズ : Ready for Eddie (1975年)
- ジョン・ロード : Sarabande (1976年)
- リック・サンダース/ピート・ヨーク/スティーヴ・リチャードソン : String Time (1983年)
- ピート・ヨーク/ヴォルフガング・シュミット/レニー・マクダウェル : Once Upon A Time... Der Rattenfänger Von Hameln (1983年)
- ピート・ヨーク/ヴォルフガング・シュミット/レニー・マクダウェル : Wireless (1984年)
- スペンサー・デイヴィス/ピート・ヨーク/コリン・ホッジキンソン : Live Together (1985年)
- ブライアン・オーガー/ピート・ヨーク/コリン・ホッジキンソン : Steaming (1985年)
- クリス・ファーロウ/スペンサー・デイヴィス/ピート・ヨーク/コリン・ホッジキンソン/ズート・マネー/ミラー・アンダーソン : Extremely Live At Birmingham Town Hall (1988年)
- ジョン・ロード : Pictured Within (1998年)
- ジョン・ロード : Beyond the Notes (2004年)
- GoodTimes-All-Star-Band : Good Times Songs  (2009年)
- Helge und Band : Komm Hier Haste Ne Mark! Live (2011年)
- ジョン・ロード・ブルース・プロジェクト : Live (2011年)